# Sthenarus
Sthenarus is een geslacht van wantsen uit de familie blindwantsen. Het geslacht werd voor het eerst wetenschappelijk beschreven door Fieber in 1858 .

## Soorten
Het genus bevat de volgende soorten:

- Sthenarus albipilis Wagner, 1958
- Sthenarus australis Reuter, 1904
- Sthenarus pubescens (Reuter, 1876)
- Sthenarus rotermundi (Scholtz, 1847)